# 东斯拉夫语支
东斯拉夫语支属印歐語系斯拉夫语族的分支，另外兩個分支是西斯拉夫語支及南斯拉夫語支。
东斯拉夫语支包括以下各种语言：
- 俄语（rus）
- 乌克兰语（ukr）
- 白俄罗斯语（bel）
- 卢森尼亚语（rue）
- 古东斯拉夫语（orv）

其中，俄語為使用者最多的語言，母語使用者約1.204億人，加上雙語使用者共2.3億人。其次為烏克蘭語，約有三千一百万使用者，和白俄羅斯語，約六百九十万使用者。

## 区别
当代几种东斯拉夫语中有一些区别。俄语基本上可以分为南、北两个方言。南部方言非重音的o现在念成a。俄语南部方言这一特点在白俄罗斯语中更为突出，许多重音的o白俄罗斯语也念a。斯模棱斯克方言实际是一种白俄罗斯方言，但斯摩棱斯克是莫斯科的西大门，很早的时候莫斯科就从立陶宛手中夺走斯摩棱斯克，故在一般认为斯摩棱斯克方言属俄语南部方言。在o音a化的问题上，乌克兰语同俄语北部方面接近，而同南部俄语以及白俄罗斯语有异。俄语南部方言、白俄罗斯语和乌克兰语把标准俄语的g念成擦音。俄语K组辅音可以拼软音，乌克兰语与此相反，K组不拼软音，俄语K组辅音拼软音的词乌克兰语通常要念ch组辅音。当然普斯科夫方言在俄语中很特殊。俄语标准语基础方言——莫斯科方言地处北部方言、南部方言和白俄罗斯语三大东斯拉夫方言的交界点上，兼具不同东斯拉夫语的特点。乌克兰西南部有一组方言同别的东斯拉夫语差异最大，最具乌克兰民族情绪的人群也出自于这一带。